# Ungra (gmina)
Ungra – gmina w Rumunii, w okręgu Braszów. Obejmuje miejscowości Dăișoara i Ungra. W 2011 roku liczyła 1949 mieszkańców. 